# Underworld (série de films)
Pour les articles homonymes, voir Underworld.
 Pour plus de détails, voir Fiche technique et Distribution
Underworld, ou Monde infernal au Québec, est une série de films lancée par le réalisateur Len Wiseman en 2003.
Les films mettent en scène les aventures de Selene (Kate Beckinsale), une vampire impliquée dans une guerre sans fin qui oppose son peuple à celui des Lycans, des loups-garous puissants.
Malgré des critiques généralement mitigées ou négatives, la série est un succès au box-office. Depuis 2003, elle a engrangé plus de 539 millions de dollars pour un budget total de 212 millions de dollars, faisant d'elle l'une des franchises les plus importantes de ces dernières années.

## Films
La série est composée à ce jour de cinq films live action et d'un film d'animation :
- Underworld de Len Wiseman, sortie en 2003
- Underworld 2 : Évolution (Underworld: Evolution) de Len Wiseman, sortie en 2006
- Underworld 3 : Le Soulèvement des Lycans (Underworld: Rise of the Lycans) de Patrick Tatopoulos, sortie en 2009
- Underworld : Nouvelle Ère (Underworld: Awakening) de Måns Mårlind et Bjorn Stein, sortie en 2012
- Underworld: Blood Wars de Anna Foerster, sortie en 2016 dans certains pays et en 2017 dans le reste du monde.
- Underworld : Endless War Film d'animation (2011)

### Underworld(2003)
Depuis maintenant plus de 600 ans, deux races d'immortels, les vampires et les Lycans (ou loups-garous), se livrent un combat sans merci. Sélène, une chasseuse froide et implacable parmi les vampires, mène cette lutte en traquant et tuant les Lycans. Mais lorsqu'un humain, Michael Corvin, va se retrouver au centre de ce conflit presque millénaire à cause de l'intérêt que lui portent les Lycans, tout va changer...

### Underworld 2: Évolution(2006)
La lutte entre vampires et Lycans a pris un tournant décisif. Selene est traquée par son propre clan avec Michael, devenu un être hybride, mi-vampire, mi-lycan. Pour chacun d'eux, le temps est venu de percer le mystère de leurs origines et de la guerre, mais dans cette quête de vérité, ils devront affronter les plus puissants des adversaires, les plus proches aussi...

### Underworld 3: Le Soulèvement des Lycans(2009)
Au Moyen Âge, l'équilibre règne entre les Vampires dirigés d'une main de fer par Viktor et leurs serviteurs, les Lycans. Mais lorsque la fille de Viktor, Sonia, s'éprend de Lucian, un Lycan, c'est le début d'une longue guerre sanglante qui continuera jusqu'à nos jours.

### Underworld: Nouvelle Ère(2012)
Sélène se réveille après avoir été plongée dans un coma artificiel durant douze ans. Au moment de son réveil, les choses ont bien changé. Les humains, qui ont découvert l’existence des vampires et des lycans, s'efforcent de les éliminer un par un jusqu’à l'extinction... Sélène apprend bientôt l’existence d’Ève, une jeune hybride mi-vampire mi-lycan qui se révèle être non seulement sa fille mais également un élément-clef dans un projet pour permettre d'assurer la survie des Lycans et leur fournir les moyens d'éliminer définitivement les vampires. Une nouvelle guerre commence pour Sélène.

### Underworld: Blood Wars(2017)
Sélène toujours bannie est poursuivie par les vampires et les lycans qui sont plus forts que jamais avec un nouveau chef qui puise son pouvoir du sang. Ils veulent obtenir le sang d'Eve et pour cela ils sont prêts à tout, quitte à faire ce qu'ils n'ont jamais fait auparavant. Un complot se trame au sein du clan de l'Est pour le pouvoir à la suite de la découverte du dernier vampire de sang pur, un secret gardé par le clan du Nord où se cache un mystère bien plus grand encore. À son retour du Nord le sang pur sera forcé de prendre le pouvoir auquel il était destiné.

### Underworld: Guerre sans fin(2011)
- Underworld : Endless War est un film d'animation de 2011, qui comprend trois courts métrages individuels commençant en 1890 et menant aux événements d'Underworld : Awakening. Le film suit Selene alors qu'elle traque un groupe de trois frères lycans en trois périodes distinctes.

## En développement

### Sixième film
En août 2017, le producteur de la franchise, Len Wiseman, annonce le développement d'un sixième film dans la série. Néanmoins, le studio n'ayant pas encore commandé de suite, il reste à l'état de projet pour le moment. 

### Spin-off télévisée
Alors que le producteur de la franchise Len Wiseman parlait depuis quelques années de son souhait de développer un spin-off sous forme de série télévisée de l'univers d’Underwold, en septembre 2017, il est annoncé officiellement que Sony Pictures Television vient de lancer le développement du projet. 
Ce spin-off se déroulera dans l'univers de la franchise mais mettra en scène d'autres personnages et dans une ambiance plus sombre et sérieuse, s'éloignant du côté plus stylisé de la série de films. Les studios Lakeshore Entertainment et Sketch Films seront de retour pour produire la série en cas de commande. Le projet devrait être proposé à une chaîne du câble ou à un service de vidéo sur demande.

## Fiche technique
| Sous-titres québécois   |                                                        |                                                        | La révolte des Lycans                                  | L'éveil                                                | La guerre du sang                                      |                                |                                |                                |                                |
| Réalisateurs            | Len Wiseman                                            | Len Wiseman                                            | Patrick Tatopoulos                                     | Måns Mårlind Björn Stein                               | Anna Foerster                                          |                                |                                |                                |                                |
| Producteur(s)           | Gary Lucchesi (en)                                     | Gary Lucchesi (en)                                     | Gary Lucchesi (en)                                     | Gary Lucchesi (en)                                     |                                                        |                                |                                |                                |                                |
| Producteur(s)           | Richard S. Wright                                      | Kevin Grevioux                                         | Skip Williamson                                        | Skip Williamson                                        | Skip Williamson                                        |                                |                                |                                |                                |
| Producteur(s)           | Tom Rosenberg                                          | Danny McBride                                          | Tom Rosenberg                                          | David Kern                                             | David Kern                                             |                                |                                |                                |                                |
| Producteur(s)           | Len Wiseman                                            |                                                        |                                                        |                                                        |                                                        |                                |                                |                                |                                |
| Scénaristes             | Danny McBride                                          | Danny McBride                                          | Danny McBride                                          |                                                        | Cory Goodman                                           |                                |                                |                                |                                |
| Scénaristes             | Kevin Grevioux                                         | Kevin Grevioux                                         | Howard McCain                                          | J. Michael Straczynski                                 |                                                        |                                |                                |                                |                                |
| Scénaristes             | Len Wiseman                                            | Len Wiseman                                            | Dirk Blackman                                          | John Hlavin                                            |                                                        |                                |                                |                                |                                |
| Compositeur(s)          | Paul Haslinger                                         | Marco Beltrami                                         | Paul Haslinger                                         | Paul Haslinger                                         | Michael Wandmacher                                     |                                |                                |                                |                                |
| 3D                      |                                                        |                                                        |                                                        | RealD 3D / IMAX 3D                                     | RealD 3D                                               |                                |                                |                                |                                |
| Budget                  | 22 000 000 $                                           | 50 000 000 $                                           | 35 000 000 $                                           | 75 000 000 $                                           | 35 000 000 $                                           |                                |                                |                                |                                |
| Pays d'origine          | États-Unis                                             | États-Unis                                             | États-Unis                                             | États-Unis                                             | États-Unis                                             |                                |                                |                                |                                |
| Pays d'origine          | Royaume-Uni                                            |                                                        | Nouvelle-Zélande                                       |                                                        |                                                        |                                |                                |                                |                                |
| Pays d'origine          | Allemagne                                              |                                                        |                                                        |                                                        |                                                        |                                |                                |                                |                                |
| Pays d'origine          | Hongrie                                                |                                                        |                                                        |                                                        |                                                        |                                |                                |                                |                                |
| Sociétés de productions | Lakeshore Entertainment                                | Lakeshore Entertainment                                | Lakeshore Entertainment                                | Lakeshore Entertainment                                | Lakeshore Entertainment                                |                                |                                |                                |                                |
| Sociétés de productions |                                                        | Sketch Films                                           |                                                        |                                                        |                                                        |                                |                                |                                |                                |
| Distributeur            | Screen Gems                                            | Screen Gems                                            | Screen Gems                                            | Screen Gems                                            | Screen Gems                                            |                                |                                |                                |                                |
| Distributeur            | SND                                                    | SND                                                    | SND                                                    | SND                                                    | Sony Pictures Releasing France                         | Sony Pictures Releasing France | Sony Pictures Releasing France | Sony Pictures Releasing France | Sony Pictures Releasing France |
| Public                  | Interdit au mineurs de moins de 17 ans non accompagnés | Interdit au mineurs de moins de 17 ans non accompagnés | Interdit au mineurs de moins de 17 ans non accompagnés | Interdit au mineurs de moins de 17 ans non accompagnés | Interdit au mineurs de moins de 17 ans non accompagnés |                                |                                |                                |                                |
| Public                  | Interdit aux moins de 12 ans                           | Interdit aux moins de 12 ans                           | Tous publics avec avertissement                        | Interdit aux moins de 12 ans                           | Interdit aux moins de 12 ans                           |                                |                                |                                |                                |
| Durée                   | 121 minutes 133 minutes (Director's cut)               | 106 minutes                                            | 92 minutes                                             | 88 minutes                                             | 91 minutes                                             |                                |                                |                                |                                |
| Dates de sortie         | 19 septembre 2003 25 mars 2004 (Director's cut)        | 20 janvier 2006                                        | 23 janvier 2009                                        | 20 janvier 2012                                        | 6 janvier 2017                                         |                                |                                |                                |                                |
| Dates de sortie         | 24 septembre 2003                                      | 8 mars 2006                                            | 25 février 2009                                        | 8 février 2012                                         | 15 février 2017                                        |                                |                                |                                |                                |

## Distribution
| Personnages         | Films             | Films             | Films                            | Films                  | Films                                                                    |
| Personnages         | Underworld (2003) | Évolution (2006)  | Le Soulèvement des Lycans (2009) | Nouvelle Ère (2012)    | Blood Wars (2017)                                                        |
| ------------------- | ----------------- | ----------------- | -------------------------------- | ---------------------- | ------------------------------------------------------------------------ |
| Selene              | Kate Beckinsale   | Kate Beckinsale   | (Voix-off uniquement)            | Kate Beckinsale        | Kate Beckinsale                                                          |
| Michael Corvin      | Scott Speedman    | Scott Speedman    |                                  | (doublé numériquement) | Scott Speedman (images d'archives) et Trent Garrett (doublure numérique) |
| Viktor              | Bill Nighy        | Bill Nighy        | Bill Nighy                       |                        |                                                                          |
| Lucian              | Michael Sheen     | Michael Sheen     | Michael Sheen                    |                        |                                                                          |
| Kraven              | Shane Brolly      | Shane Brolly      |                                  |                        |                                                                          |
| Raze                | Kevin Grevioux    |                   | Kevin Grevioux                   |                        |                                                                          |
| Sonja               | Jazmín Damak      |                   | Rhona Mitra                      |                        |                                                                          |
| Amélia              | Zita Görög        | Zita Görög        |                                  |                        | Zita Görög (images d'archives) et Sveta Driga (doublure voix)            |
| Erika               | Sophia Myles      |                   |                                  |                        |                                                                          |
| Andreas Tanis       |                   | Steven Mackintosh | Steven Mackintosh                |                        |                                                                          |
| Alexander Corvinus  |                   | Derek Jacobi      |                                  |                        |                                                                          |
| Markus Corvinus     |                   | Tony Curran       |                                  |                        |                                                                          |
| William Corvinus    |                   | Brian Steele (en) |                                  |                        |                                                                          |
| David               |                   |                   |                                  | Theo James             | Theo James                                                               |
| Eve                 |                   |                   |                                  | India Eisley           | (doublée numériquement)                                                  |
| Détective Sebastian |                   |                   |                                  | Michael Ealy           |                                                                          |
| Thomas              |                   |                   |                                  | Charles Dance          | Charles Dance                                                            |
| Marius              |                   |                   |                                  |                        | Tobias Menzies                                                           |
| Semira              |                   |                   |                                  |                        | Lara Pulver                                                              |
| Lena                |                   |                   |                                  |                        | Clementine Nicholson                                                     |
| Varga               |                   |                   |                                  |                        | Bradley James                                                            |

## Accueil

### Box-office
Le quatrième opus, Nouvelle Ère, est celui ayant rapporté le plus de bénéfices. Il est suivi par Évolution puis Underworld et enfin par Le Soulèvement des Lycans. Le cinquième volet, Blood Wars est celui ayant rapporté le moins de bénéfices.
Aux États-Unis et en France, Blood Wars est aussi le film ayant rapporté le moins. Aux États-Unis, Nouvelle Ère est l'opus ayant rapporté le plus alors qu'en France, c'est Évolution qui a eu le plus de succès.
| Film                                     | Recettes américaines | Recettes françaises | Recettes mondiales | Budget        | Référence |
| ---------------------------------------- | -------------------- | ------------------- | ------------------ | ------------- | --------- |
| Underworld                               | 51 970 690 $         | 621 697 entrées     | 95 708 457 $       | 22 000 000 $  | [ 3 ]     |
| Underworld 2 : Évolution                 | 62 318 875 $         | 684 791 entrées     | 111 340 801 $      | 50 000 000 $  | [ 4 ]     |
| Underworld 3 : Le Soulèvement des Lycans | 45 802 315 $         | 358 972 entrées     | 91 085 163 $       | 35 000 000 $  | [ 5 ]     |
| Underworld : Nouvelle Ère                | 62 321 039 $         | 494 251 entrées     | 160 112 671 $      | 70 000 000 $  | [ 6 ]     |
| Underworld: Blood Wars                   | 30 353 973 $         | 264 838 entrées     | 81 093 313 $       | 35 000 000 $  | [ 7 ]     |
| Totaux                                   | 252 766 892 $        | 2 424 549 entrées   | 539 340 405 $      | 212 000 000 $ |           |

### Critiques
Depuis ses débuts, la série a reçu généralement des critiques mitigées voire négatives.
L'opus le mieux accueilli par la critique est le premier film. Blood Wars est l'opus ayant reçu le plus mauvais accueil. Les autres volets obtiennent des critiques assez homogènes.
| Film                                     | Rotten Tomatoes  | Metacritic        | Allociné            |
| ---------------------------------------- | ---------------- | ----------------- | ------------------- |
| Underworld                               | 31 % (159 notes) | 42/100 (34 notes) | 3,4/5 (20083 notes) |
| Underworld 2 : Évolution                 | 16 % (101 notes) | 36/100 (21 notes) | 3,1/5 (14093 notes) |
| Underworld 3 : Le Soulèvement des Lycans | 29 % (76 notes)  | 44/100 (14 notes) | 3,1/5 (5388 notes)  |
| Underworld 4 : Nouvelle Ère              | 26 % (72 notes)  | 39/100 (17 notes) | 3,5/5 (5581 notes)  |
| Underworld 5 : Blood Wars                | 17 % (78 notes)  | 23/100 (17 notes) | 2,9/5 (2155 notes)  |